# Samuel Paparo

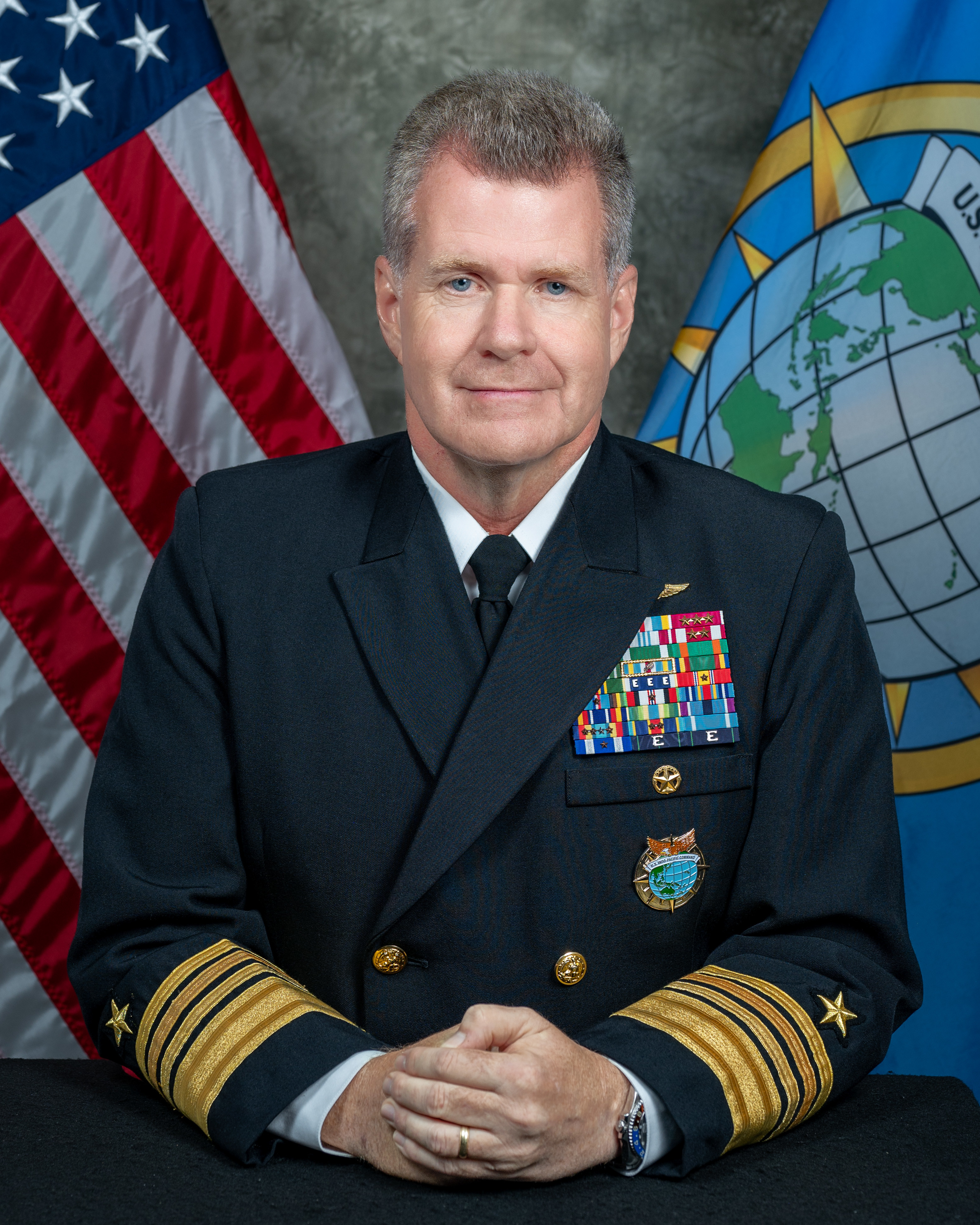
Samuel Paparo (2024)

Samuel John Paparo (* 1964 in Morton, Pennsylvania) ist ein US-amerikanischer Admiral und Kommandeur des United States Indo-Pacific Command.

## Leben
Samuel Paparo trat 1987 in die United States Navy ein und absolvierte die Ausbildung zum Marineflieger. Während seiner fliegerischen Laufbahn absolvierte er über 6000 Stunden und 1100 Landungen auf Flugzeugträgern, flog die Flugzeugmuster Grumman F-14, McDonnell Douglas F-15 und McDonnell Douglas F/A-18 Hornet. Er nahm außerdem an Lehrgängen an der United States Navy Fighter Weapons School teil, besser bekannt unter ihrem Spitznamen „Top Gun“ und dem gleichnamigen Kinofilm von 1986.
Während seiner Zeit als Flugzeugführer diente er in diversen Staffeln unter anderem auf den Flugzeugträgern Kitty Hawk, Dwight D. Eisenhower, Theodore Roosevelt, Enterprise und John F. Kennedy. Zudem war er zeitweise bei den Marinekräften der USA in Yokosuka in Japan stationiert. Im Rahmen der International Security Assistance Force kommandierte er auch Landstreitkräfte verschiedener Verbände, die zu einem sogenannten Provincial Reconstruction Team zusammengestellt und in der afghanischen Provinz Nuristan eingesetzt waren.
Ein Austausch führte ihn zudem zur United States Air Force, bei der er als Angehöriger der 71st Fighter Squadron mehrere Male nach Saudi-Arabien und Island verlegt wurde. In Katar war er zudem eine Zeit lang als Battle Director im dortigen Combined Air and Space Operations Center eingesetzt.

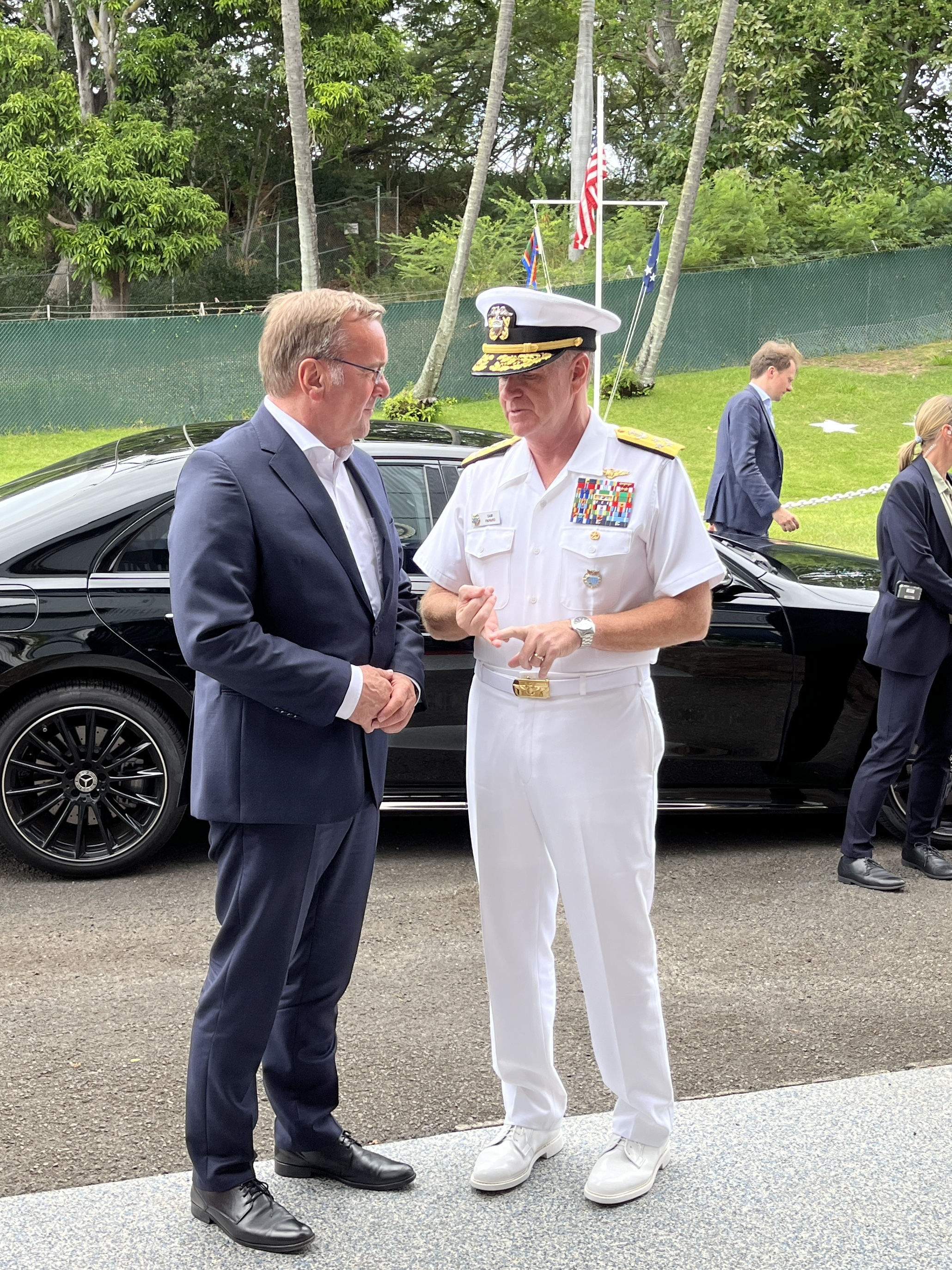
Bundesverteidigungsminister Boris Pistorius und Samuel Paparo im Juli 2024 in Honolulu

In den Jahren 2018 bis 2020 war Paparo in der Stabsabteilung für Operationen beim United States Central Command auf der MacDill Air Force Base in Florida. Danach kommandierte er zwischen dem 19. August 2020 bis zum 5. Mai 2021 die dem Central Command unterstehende Marinestreitkräfte (United States Naval Forces Central Command) und die 5. Flotte. Es folgte eine Versetzung zur Naval Station Pearl Harbor in Hawaii, wo er am 5. Mai 2021 das Kommando über die pazifische Flotte (Commander, U.S. Pacific Fleet) übernahm, das er bis zum 4. April 2024 innehatte und an Stephen Koehler übergab.
Im Februar 2024 erfolgte seine Bestätigung im United States Senate Committee on Armed Services, um als Admiral das United States Indo-Pacific Command zu leiten, dessen Führung er im Mai 2024 übernahm.